# Asparagus acocksii
Asparagus acocksii — вид рослин із родини холодкових (Asparagaceae).

## Біоморфологічна характеристика
Це багаторічний кущ, 50–300 см заввишки.

## Середовище проживання
Ареал: Есватіні, ПАР.
Росте на висотах 40–860 метрів.